# Schollach
Schollach è un comune austriaco di 948 abitanti nel distretto di Melk, in Bassa Austria.